# Henry Seemann

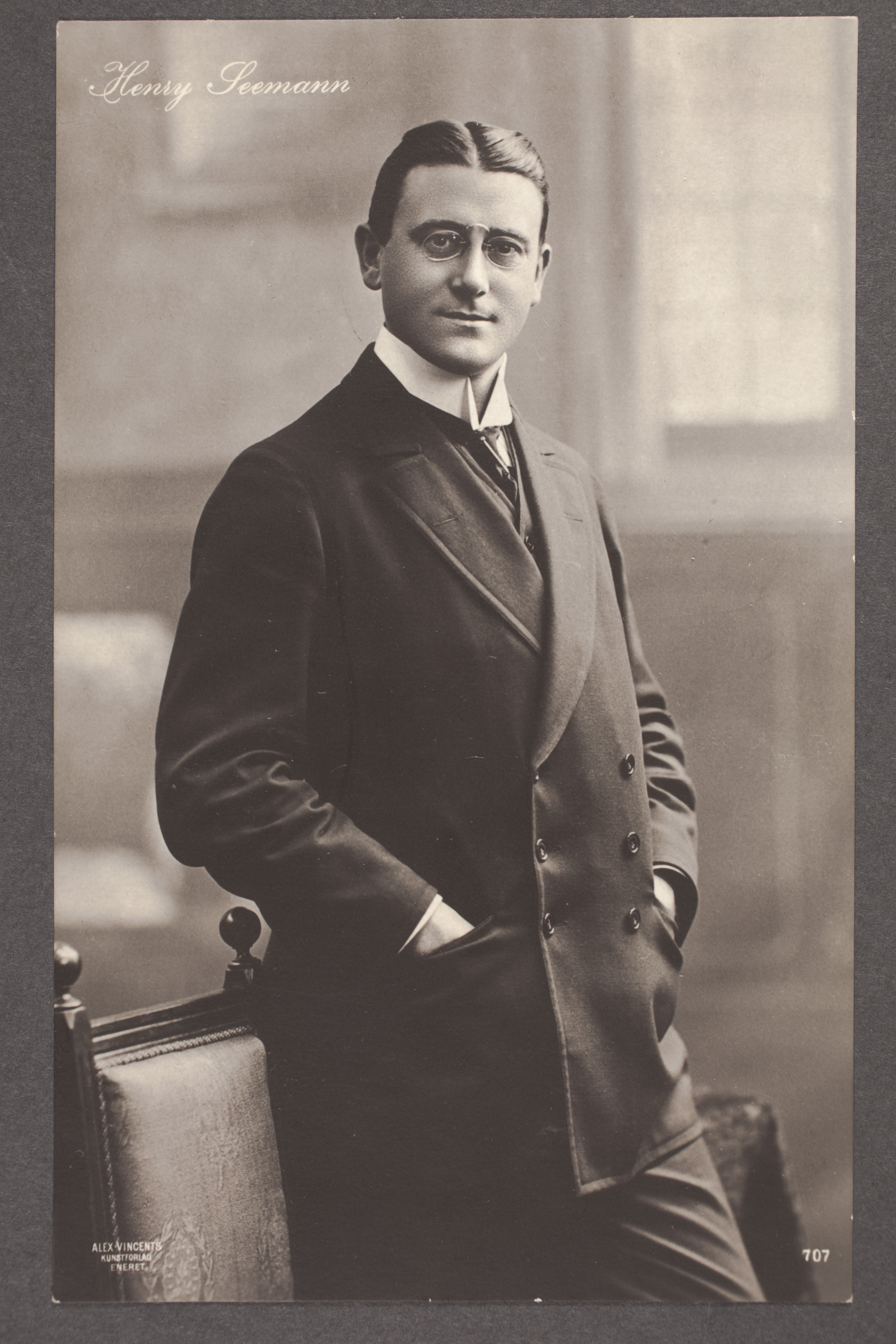
Henry Seemann

Henry Seemann, nato Henry Frederik Seemann (Copenaghen, 13 giugno 1875 – 10 giugno 1948), è stato un attore e cantante danese.
Era sposato con l'attrice Agnes Nørlund.

## Biografia
Figlio di Cathinka Elisabeth Edvardine Droskau e del commerciante di vini Emil Seemann, Henry Frederik Seemann fece il suo debutto teatrale nel 1904 al Frederiksberg Morskabsteater. Attore e cantante di operetta dotato di una voce eccellente, negli anni che vanno dal 1907 al 1913 lavorò al Casino sotto la guida di Hermann Bang. Molto amato dal pubblico, venne definito il gentiluomo più elegante dell'operetta danese. Dal 1908, lavorò per il cinema, prima per la Nordisk Film e poi anche per la Kinografen.

## Filmografia
- Karneval, regia di Viggo Larsen - cortometraggio (1908)
- Den Blinde, regia di Viggo Larsen - cortometraggio (1908)
- Dirkens Mester - cortometraggio (1910)
- Gennem kamp til sejr
- Operationsstuens Hemmelighed, regia di William Augustinus - cortometraggio (1911)
- Mormonens offer, regia di August Blom - cortometraggio (1911)
- Anförtrodda Medel - cortometraggio (1911)
- Det bødes der for
- Frelserpigen
- Dr. Gar el Hama I, regia di Eduard Schnedler-Sørensen - cortometraggio (1911)
- Guldgossen (1912)
- Livets Løgn, regia di August Blom (1912)
- Vampyrdanserinden, regia di August Blom (1912)
- Unge Pigers Værn, regia di Eduard Schnedler-Sørensen - cortometraggio (1912)
- Bagtalelsens gift, regia di Waldemar Hansen - cortometraggio (1912)
- Eventyr paa fodrejsen, regia di August Blom - cortometraggio (1912)
- Mellem Storbyens Artister, regia di Eduard Schnedler-Sørensen - cortometraggio (1912)
- De tre kammerater, regia di August Blom - cortometraggio (1912)
- Kærlighedsprøven, regia di Eduard Schnedler-Sørensen - cortometraggio (1912)
- Dyrekøbt Venskab, regia di August Blom (1912)
- Tante Bines Testamente, regia di Eduard Schnedler-Sørensen - cortometraggio (1912)
- Jeg vil ha' en Søn - cortometraggio (1912)
- Paa Vildspor (1913)
- Hjælpen, regia di Robert Dinesen (1913)
- Stemmeretskvinder, regia di Lauritz Olsen - cortometraggio (1913)
- Scenen og livet, regia di Robert Dinesen (1913)
- Skuespilleren - cortometraggio (1913)
- Den store Cirkusbrand, regia di Einar Zangenberg (1913)
- Livets Ubønhørlighed (1914)
- Det store Kup - cortometraggio (1914)
- Guld der hævner (1914)
- Hvem var hun?, regia di Lau Lauritzen - cortometraggio (1915)
- Lige for lige, regia di Lau Lauritzen - cortometraggio (1915)
- Oldtid og Nutid, regia di Lau Lauritzen - cortometraggio (1915)
- Zigøjnerblod, regia di Robert Dinesen (1915)
- Kærlighedens Firkløver, regia di Alfred Cohn (1915)
- Manden med de ni Fingre I, regia di A.W. Sandberg (1915)
- Dr. X, regia di Robert Dinesen (1915)
- Ene i verden, regia di A.W. Sandberg (1916)
- Vaadeskudet, regia di Hjalmar Davidsen (1916)
- Den skønne Evelyn, regia di A.W. Sandberg (1916)
- Hendes fortid, regia di A.W. Sandberg - cortometraggio (1916)
- Letsindighedens Løn, regia di Robert Dinesen (1916)
- Hjertestorme, regia di August Blom (1916)
- Stakkels Meta, regia di Martinius Nielsen (1916)
- Blandt Samfundets Fjender, regia di Robert Dinesen (1916)
- Manden med de ni Fingre III, regia di A.W. Sandberg (1916)
- Manden med de ni Fingre IV, regia di A.W. Sandberg (1916)
- Malkepigekomtessen, regia di Robert Dinesen - cortometraggio (1916)
- Manden med de ni Fingre V, regia di A.W. Sandberg (1916)
- Troen, der frelser, regia di Alexander Christian (1917)
- Hans rigtige kone, regia di Holger-Madsen (1917)
- Den lille Danserinde, regia di Hjalmar Davidsen - cortometraggio (1918)
- Prinsessens Tilbeder, regia di Alexander Christian (1918)
- Tidens Barn, regia di Martinius Nielsen (1918)
- Den grønne Bille, regia di Martinius Nielsen (1918)
- Krig og Kærlighed, regia di Holger-Madsen - cortometraggio (1918)
- Dommens dag, regia di Fritz Magnussen (1918)
- Zigeunerprinsessen, regia di Emanuel Gregers (1918)
- Pigen fra Klubben, regia di Eduard Schnedler-Sørensen (1918)
- Takt, tone og tosser, regia di Lau Lauritzen (1925)
- Det store hjerte, regia di August Blom (1925)
- Fra Piazza del Popolo, regia di A.W. Sandberg (1925)
- Klovnen, regia di A.W. Sandberg (1926)